# جید جونز
جید لوئیس جونز (زاده ۲۱ مارس ۱۹۹۳) تکواندوکار اهل ولز است. او با کسب مدال طلای المپیک ۲۰۱۲ لندن  نخستین تکواندوکاری شد که به نمایندگی از بریتانیا قهرمان المپیک می‌شود.
جید جونز با شرکت در المپیک ۲۰۲۰ توکیو قصد داشت اولین زن بریتانیایی باشد که در سه دورهٔ متوالی المپیک، طلا می‌گیرد ولی با نتیجهٔ ۱۶ به ۱۲ به کیمیا علیزاده از تیم پناهندگان باخت. علیزاده بعداً در نیمه نهایی، مقابل حریفِ روس-اش  تاتیانا کوداشوا بایگانی‌شده  در ۲۵ ژوئیه ۲۰۲۱ توسط Wayback Machine شکست خورد تا امیدهای جونز به برنز نیز خاتمه یابد. علیزاده پیش‌تر نیز دو بار جونز را شکست داده بود، از جمله در مسابقات جهانی ۲۰۱۵.
جونز جواز حضور در المپیک ۲۰۲۴ را کسب کرد، او در دور اول رقابت ها به میدان رفت و برابر میلیانا رلیخ از مقدونیه شمالی شکست خورد. جونز قبل از شکستش برای  تبدیل شدن به نخستین کسی که سه بار قهرمان المپیک در این رشته شده تلاش می کرد.